# カヌーサ通り

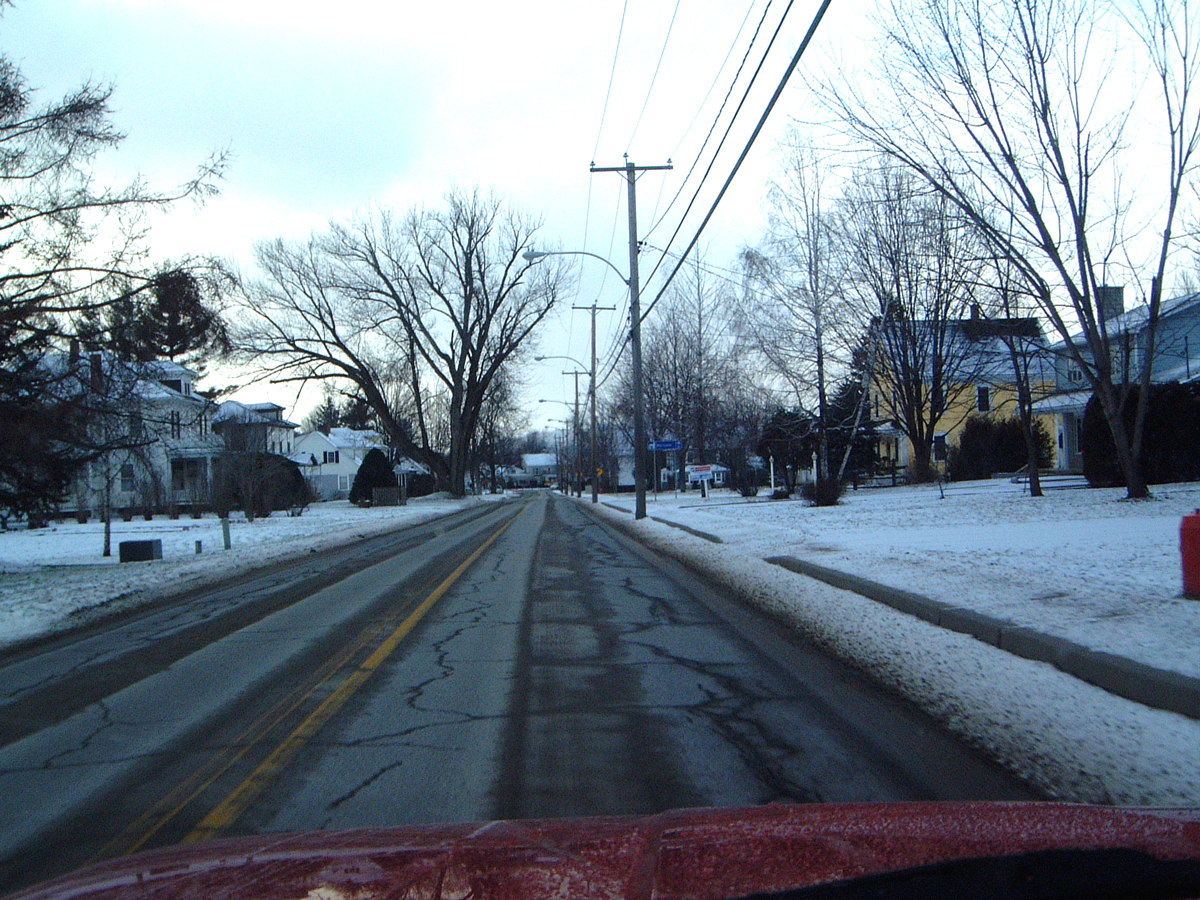
カヌーサ通り。左側はアメリカの街並み、右側はカナダの街並み。

カヌーサ通り（カヌーサどおり、英語 Canusa Avenue、フランス語 rue Canusa）は、北米にある道路。ケベック州道247号線の一部。その名（Canusa）が示すように、カナダ（Canada）とアメリカ合衆国（USA）との国境となっている。
カヌーサ通りは、国境にまたがるビービプレイン（en:Beebe Plain）という村の中を北緯45度線に沿って東西に走っている。通りでは、黄色いセンターラインが国境線となっている。通りの北側はカナダ、ケベック州であり、南側はアメリカ合衆国、バーモント州である。国境線上に壁、フェンスなどの物理的な障壁はない。

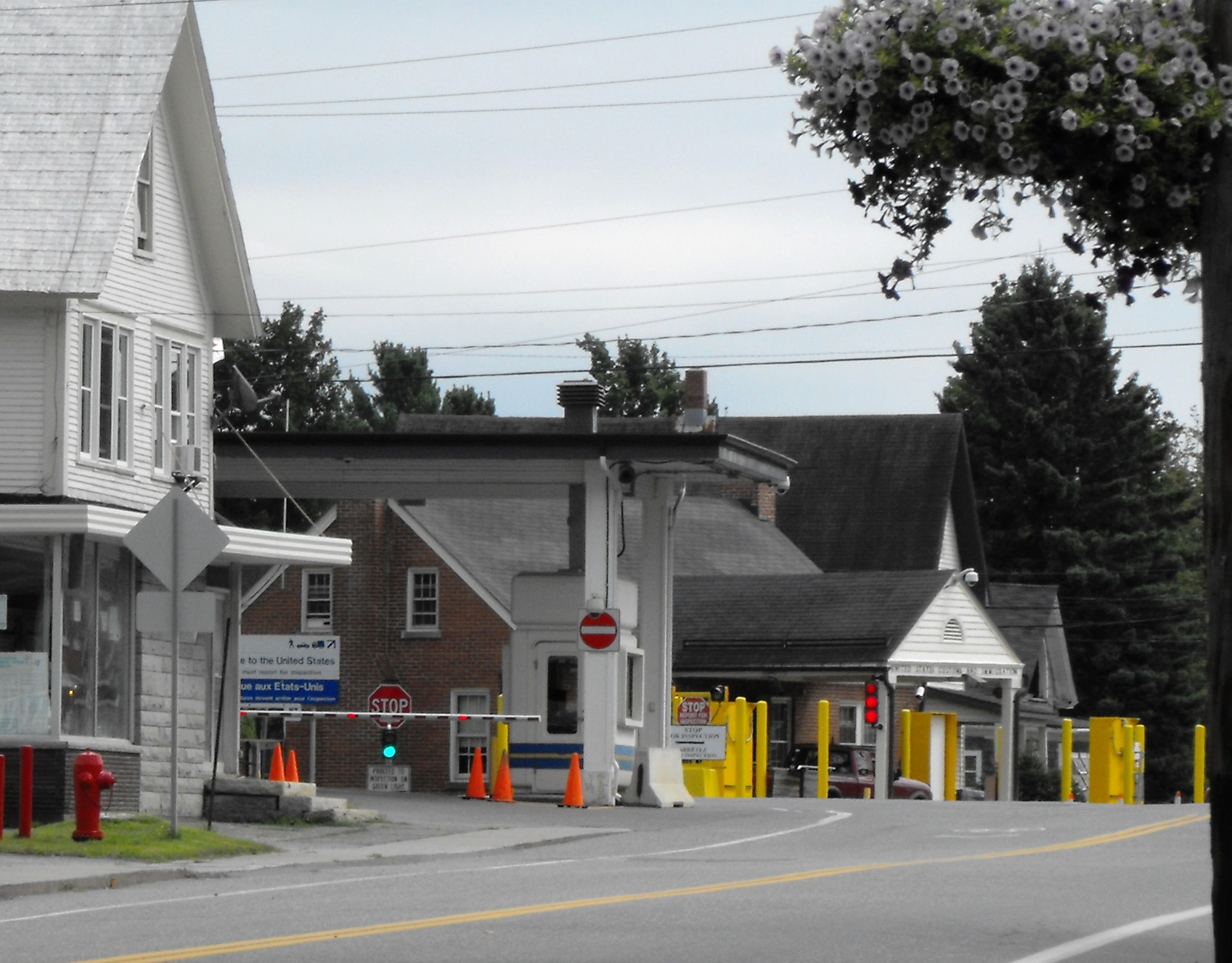
国境検問所を北側から見る。手前がカナダの検問所、奥がアメリカの検問所。両検問所の間で左折するとカヌーサ通り。

通りの西端（北緯45度00分21.0秒 西経72度08分30.5秒 / 北緯45.005833度 西経72.141806度）はT字路になって終わっている。T字路の北側にカナダの国境検問所（カナダ国境サービス庁所管）があり、カヌーサ通りをはさんでその反対側にアメリカの国境検問所（アメリカ合衆国税関・国境警備局所管）がある（en:Beebe Plain-Beebe Border Crossing）。
2009年、アメリカ側が国境警備を強化したため、カヌーサ通りを横断する際にはパスポートの携帯が必要になった。
近隣には、国境線をまたぐように建てられてた図書館・劇場（en:Haskell Free Library and Opera House）もある。